# NGC 5772
NGC 5772 is een spiraalvormig sterrenstelsel in het sterrenbeeld Ossenhoeder. Het hemelobject werd op 12 mei 1828 ontdekt door de Britse astronoom John Herschel.

## Synoniemen
- UGC 9566
- IRAS 14497+4048
- MCG 7-31-1
- ZWG 221.3
- ZWG 220.60
- KARA 653
- PGC 53067